# ЯМЗ-236/238
О двенадцатицилиндровом двигателе ЯМЗ-240 существует отдельная статья.

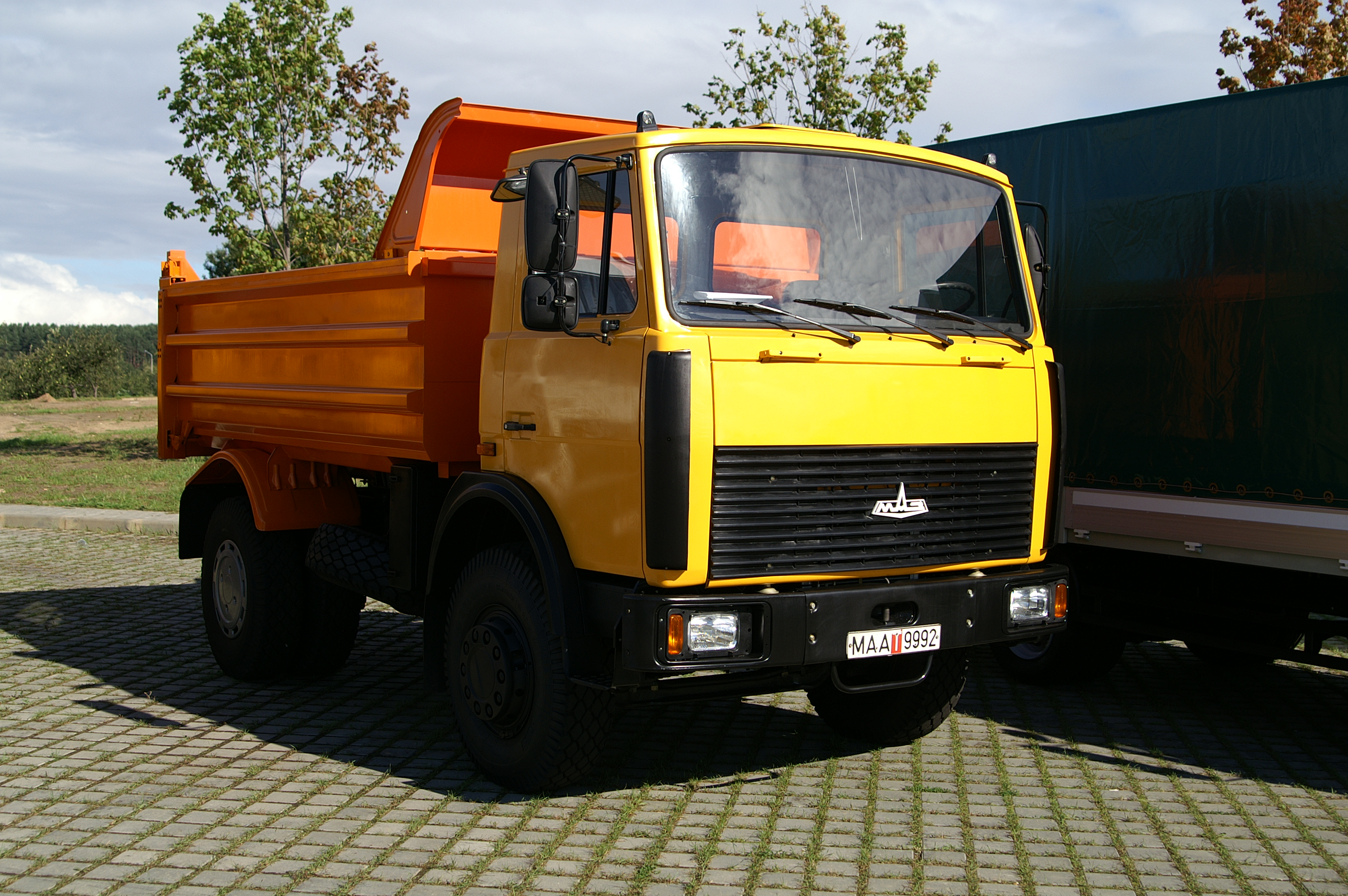
МАЗ-5551 с шестицилиндровым двигателем ЯМЗ-236

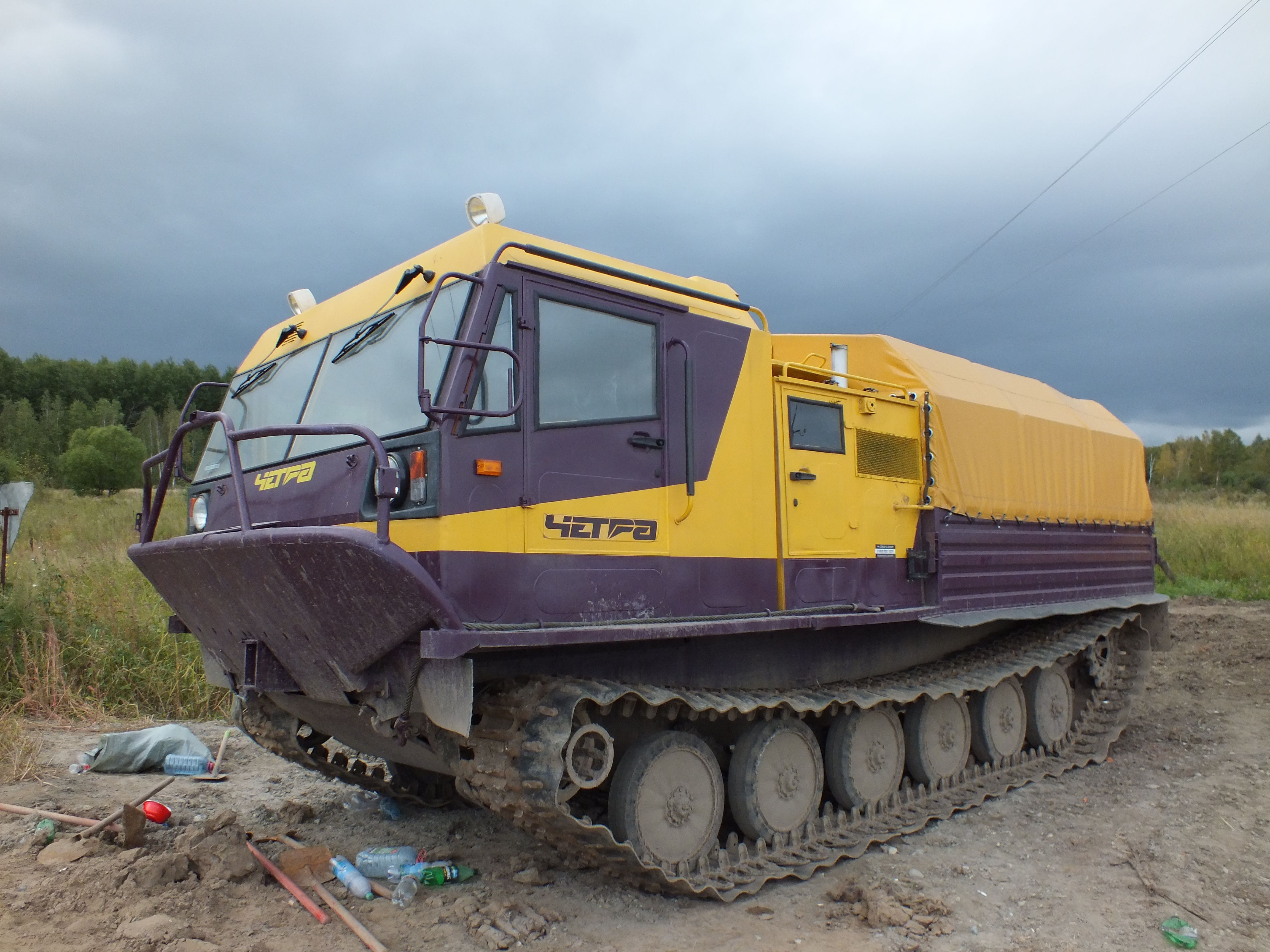
Плавающий вездеход ЧЕТРА с шестицилиндровым двигателем ЯМЗ-236

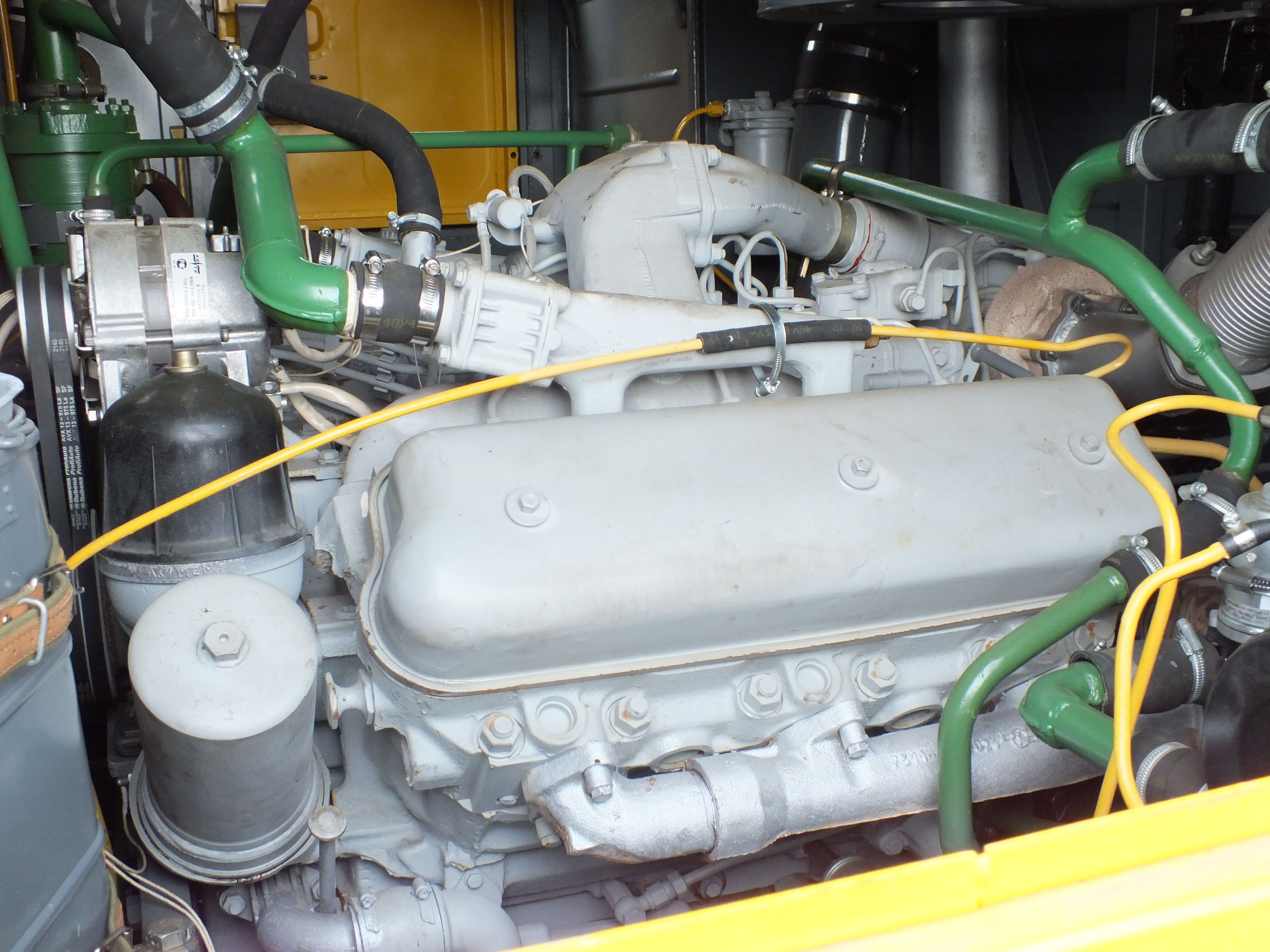
Шестицилиндровый дизельный двигатель ЯМЗ-236 в моторном отсеке плавающего вездехода ЧЕТРА

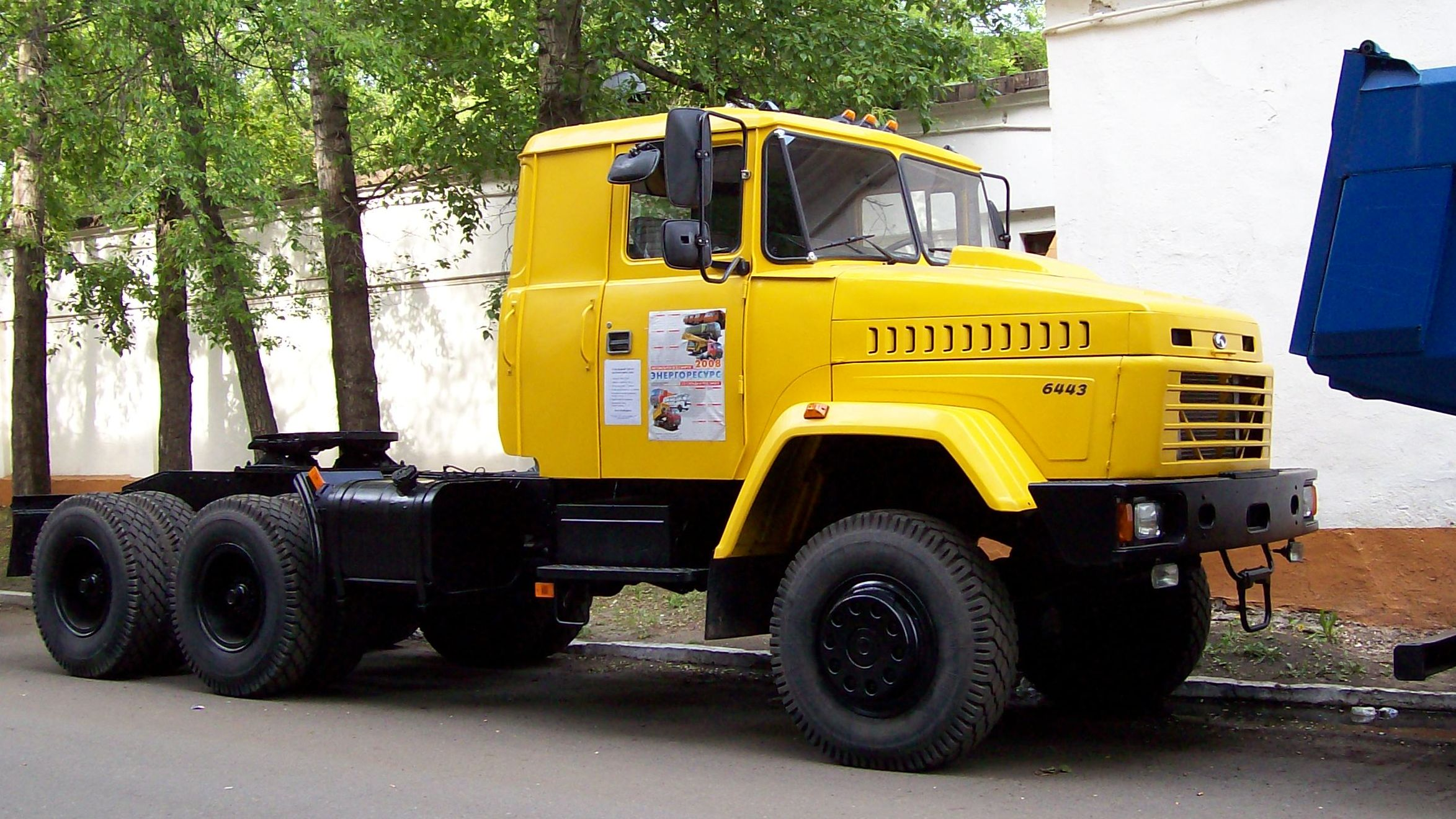
КрАЗ-6443 с восьмицилиндровым двигателем ЯМЗ-238

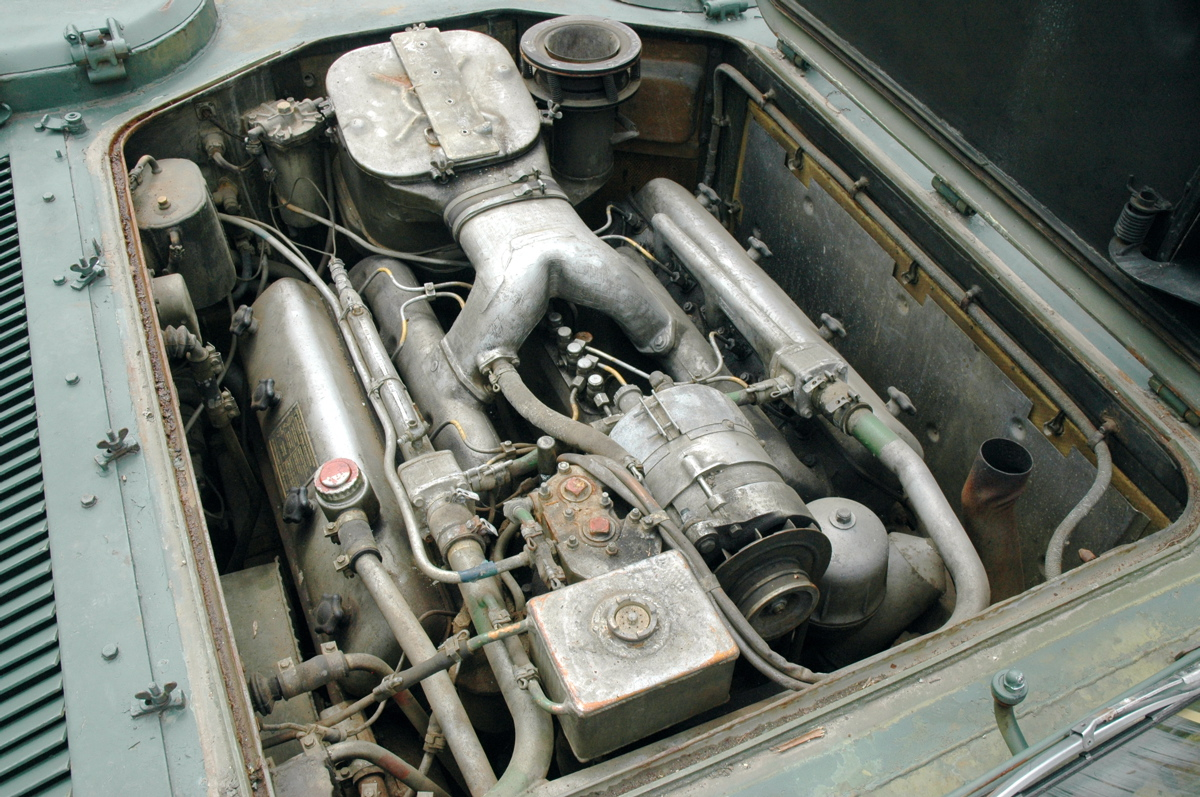
Восьмицилиндровый дизельный двигатель ЯМЗ-238 в моторном отделении тягача МТ-ЛБ

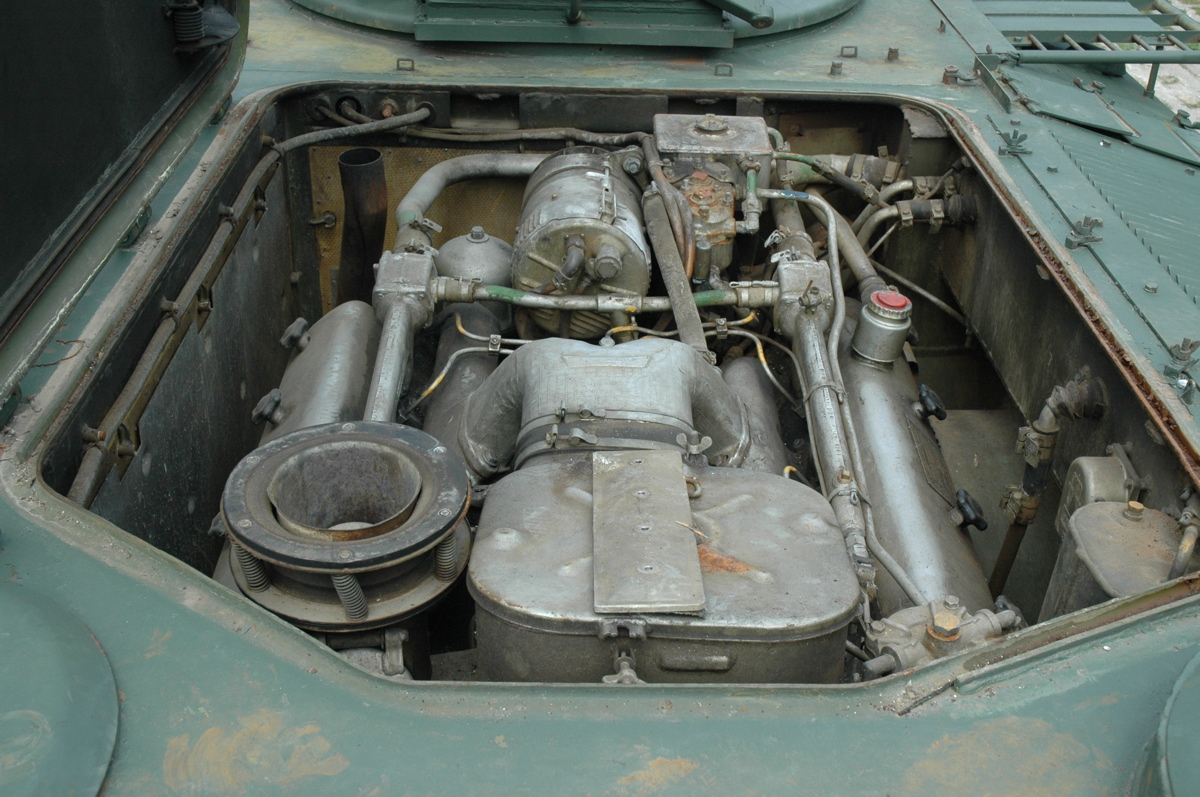
Он же

ЯМЗ-236/238 — семейство дизельных двигателей второго поколения для большегрузных автомобилей, автобусов, тракторов и спецтехники. Выпускаются Ярославским моторным заводом с 1958 года. Пришли на смену двигателям первого поколения ЯАЗ-204, ЯАЗ-206.

## История создания
В конце 1950-х годов Ярославскому моторному заводу было предписано разработать более экономичный четырёхтактный дизельный двигатель взамен устаревших двухтактных ЯАЗ-204 и ЯАЗ-206. Это решение было принято в рамках дизелизации транспорта. Специалисты ЯМЗ в том числе с участием специалистов двигателестроения из зарубежных стран разработали двигатели нового (второго) поколения, которые успешно прошли госиспытания. 
В 1958 году эти двигатели были представлены в 6- и 8-цилиндровой версиях и получили марки ЯМЗ-236 и ЯМЗ-238. Диаметр цилиндра был увеличен до 130 мм, а ход поршня до 140 мм. Мощность их соответственно 180 и 240 л.с. Они имели высокую степень унификации, так как абсолютное большинство их деталей было одинаковым, кроме распредвала и коленвала. В итоге двигатели оказались весьма практичными и имели высокие удельные показатели.
С течением времени на базе ЯМЗ-236/238 создано множество модификаций (с турбонаддувом и без него). Диапазон мощности расширился от 150 до 450 л.с. Именно поэтому двигатели востребованы и по сей день.

## Развитие
Двигатели ЯМЗ-236/238 постоянно совершенствуются, улучшаются их характеристики, повышается надёжность. За время производства были внедрены новые технические решения. Так были созданы двигатели новых (для своего времени) экологических классов:
1995...2003 гг. - Евро-1. Данные моторы имеют топливную систему повышенной пропускной способности, жидкостно-масляный теплообменник, новые масляный и водяной насосы.
1997...2006 гг. - Евро-2. У этих моторов увеличена производительность топливной системы (новые ТНВД и фильтр грубой очистки), доработаны гильзы, шатуны, коленчатый вал, головка цилиндров имеет кольцевые проточки.
2007...2008 гг. - Евро-3. Здесь использована топливная система с электронным управлением (электронный ТНВД), за счёт чего повышена точность дозировки порции топлива, имеются облегчённые поршни.
С 2010 г. - Евро-4. Главное преимущество — электронная топливная система Common Rail.
С 2015 г. - Евро-5.
В 1996 году вышел новый двигатель ЯМЗ-7511 повышенной до 400 л. с. мощности, отвечающий экологическим нормам Евро-2. Данный двигатель получен в результате форсирования ЯМЗ-238ДЕ2 и отличается более эффективной топливной аппаратурой, наличием жидкостно-масляного теплообменника, улучшенной системой охлаждения. Аналогично на базе ЯМЗ-236БЕ2 был сконструирован ЯМЗ-7601 мощностью 300 л. с.   
С 2007 года параллельно с двигателями нового семейства ЯМЗ-650 началось производство модернизированных двигателей ЯМЗ-236/238, отвечающих экологическим нормам Евро-3. Основное их отличие от моделей Евро-2 — топливная система с электронным управлением. Обновлённые двигатели обрели новые цифровые индексы марок ЯМЗ-6562, ЯМЗ-6581. Их характеристики в основном соответствуют предыдущим моделям:  
- ЯМЗ-6561.10 = ЯМЗ-7601, 300 л. с.
- ЯМЗ-6562.10 = ЯМЗ-236БЕ2, 250 л. с.
- ЯМЗ-6563.10 = ЯМЗ-236НЕ2, 230 л. с.
- ЯМЗ-6581.10 = ЯМЗ-7511,  400 л. с.
- ЯМЗ-6582.10 = ЯМЗ-238ДЕ2, 330 л. с.
- ЯМЗ-6583.10 = ЯМЗ-7512, 360 л. с.

## Применяемость
Ярославские моторы являются весьма универсальными: их можно встретить на самой разнообразной технике. Являются штатными для автомобилей (вот лишь часть примеров): 
- ЗИЛ-5343, ЗИЛ-5417 – ЯМЗ-236А, ЯМЗ-236НЕ2
- ЗИЛ-6309, ЗИЛ-45222  – ЯМЗ-236А, ЯМЗ-236НЕ2
- МАЗ-500, МАЗ-5335 – ЯМЗ-236
- МАЗ-5336 – ЯМЗ-238М2, ЯМЗ-236БЕ2, ЯМЗ-6562.10
- МАЗ-5337 – ЯМЗ-236М2, ЯМЗ-236НЕ2, ЯМЗ-6563.10
- МАЗ-6303, МАЗ-6317 – ЯМЗ-6582.10, ЯМЗ-238ДЕ2
- КрАЗ-255Б, КрАЗ-256Б, КрАЗ-250, КрАЗ-257, КрАЗ-258 – ЯМЗ-238М
- КрАЗ-260 – ЯМЗ-238Б
- КрАЗ-65055 – ЯМЗ-238ДЕ2, ЯМЗ-6583.10

Дизели ЯМЗ-236/-238 также устанавливаются на тракторы К-700, ХТЗ, ЧТЗ, Ярославец Я-250, кормоуборочные комбайны ЯСК-170, ЯСК-170А, на бронетранспортёры, строительную, сельскохозяйственную технику, на электростанции, водный транспорт и т. д.

## Описание
Дизельные четырёхтактные двигатели, с турбонаддувом и без него, V-образные шестицилиндровые (ЯМЗ-236) и восьмицилиндровые (ЯМЗ-238). Назначение — оснащение большегрузных автомобилей («МАЗ», «Урал» и т. д.), тракторов (К-700), бронетранспортёров, строительной техники и т. д.  В это семейство также входит 12-цилиндровый ЯМЗ-240. Базовые версии двигателей турбонаддува не имели.
Система питания — механический ТНВД, по одной насосной секции на цилиндр, с непосредственным впрыском. Расположен в развале блока цилиндров. Впускные трубопроводы расположены в развале блока цилиндров. Клапанный механизм OHV, клапаны расположены (по 2 на цилиндр) в головке и приводятся через коромысла и штанги от нижнего распределительного вала, находящегося над коленчатым валом и приводимого в движение через две шестерни, расположенные на переднем конце двигателя и закрытые крышкой. Штанги имеют роликовые толкатели. У коленчатого вала шатунные шейки расположены под углом 90° (ЯМЗ-238), 120° (ЯМЗ-236), что обеспечивает равномерные вспышки каждые 90° у ЯМЗ-238, но неравномерные (через 90° и 150°) у ЯМЗ-236. Шатуны смещённые. Охлаждение двигателя жидкостное. Гильзы цилиндров отлиты из высокопрочного чугуна. Все впускные и выпускные клапаны снабжены двумя пружинами. Специальным замком тарелка пружины соединяется с клапаном, обеспечивая его вращение при работе двигателя.
Распределительный вал стальной, штампованный, движение от кулачков, индивидуальных для каждого клапана, передаётся штангами с роликовыми толкателями. Коленчатый вал изготавливается горячей штамповкой из стали. 1-й и 4-й кривошипы расположены под углом 180° в плоскости, перпендикулярной к плоскости 2-го и 3-го кривошипов, смещённых относительно друг друга тоже на 180°.
Топливный насос высокого давления (ТНВД) 6-и/8-и секционный. В каждой секции одна плунжерная пара. Секции расположены в один ряд. Привод — центробежной муфтой с авторегулированием опережения впрыска топлива. Двигатели экологических норм Евро-3 имеют ТНВД и систему питания с электронным управлением, а двигатели Евро-4, Евро-5 имеют полностью электронные системы подачи топлива Common Rail.
Поршни отливаются из высококремнистого алюминиевого сплава, каждый имеет 3 компрессионных кольца и 1 маслосъёмное.
Тип: дизельный;
Диаметр цилиндра: 130 мм;
Ход поршня: 140 мм;
Клапанный механизм: OHV (нижневальный, верхнеклапанный);
Расположение цилиндров: V-образное, под углом 90 градусов;
Охлаждение: жидкостное;
Материал блока цилиндров: чугун;
Система питания: механический рядный ТНВД;
Число тактов: 4.

## Модификации

### ЯМЗ-236
- Число цилиндров: 6;
- Число клапанов: 12;
- Рабочий объём: 11150 см3.
- ЯМЗ-236 - 180 л.с. (132 кВт) при 2100 об/мин, 667 Н•м (68 кгс•м) при 1500 об/мин — базовый (также ЯМЗ-236M и ЯМЗ-236М2)
- ЯМЗ-236Б - 250 л.с. (184 кВт) при 2000 об/мин, 1030 Н•м (105 кгс•м) при 1300 об/мин, турбо
- ЯМЗ-236БЕ - 250 л.с. (184 кВт) при 2000 об/мин, 1078 Н•м (110 кгс•м) при 1200 об/мин, турбо, Евро-1
- ЯМЗ-236БЕ2 - 250 л.с. (184 кВт) при 2000 об/мин, 1078 Н•м (110 кгс•м) при 1200 об/мин, турбо, Евро-2
- ЯМЗ-236БК - 250 л.с. (184 кВт) при 2000 об/мин, 1038 Н•м (105 кгс•м) при 1200 об/мин, турбо, Евро-1
- ЯМЗ-236Г - 150 л.с. (110 кВт) при 1700 об/мин
- ЯМЗ-236Д - 175 л.с. (129 кВт) при 2100 об/мин, 667 Н•м (68 кгс•м) при 1400 об/мин
- ЯМЗ-236ДК - 185 л.с. (136 кВт) при 2100 об/мин, 716 Н•м (73 кгс•м) при 1400 об/мин
- ЯМЗ-236Н - 230 л.с. (169 кВт) при 2100 об/мин, 882 Н•м (90 кгс•м) при 1300 об/мин, турбо
- ЯМЗ-236НБ - 165 л.с. (121 кВт) при 1800 об/мин, 736 Н•м (75 кгс•м) при 1300 об/мин, турбо
- ЯМЗ-236НД - 210 л.с. (154 кВт) при 1900 об/мин, 882 Н•м (90 кгс•м) при 1300 об/мин, турбо, Евро-1
- ЯМЗ-236НЕ - 230 л.с. (169 кВт) при 2100 об/мин, 882 Н•м (90 кгс•м) при 1300 об/мин, турбо, Евро-1
- ЯМЗ-236НЕ2 - 230 л.с. (169 кВт) при 2100 об/мин, 882 Н•м (90 кгс•м) при 1200 об/мин, турбо, Евро-2
- ЯМЗ-236НК - 185 л.с. (136 кВт) при 1900 об/мин, 833 Н•м (90 кгс•м) при 1300 об/мин , турбо, Евро-1
- ЯМЗ-236р - Дополнительная модификация[13]
- ЯМЗ-7601 - 300 л.с. (220 кВт) при 1900 об/мин, 1275 Н•м (130 кгс•м) при 1200 об/мин, турбо, Евро-2
- ЯМЗ-6561 - 300 л.с. (220 кВт) при 1900 об/мин, 1275 Н•м (130 кгс•м) при 1200 об/мин, турбо, Евро-3
- ЯМЗ-6562 - 250 л.с. (184 кВт) при 1900 об/мин, 1128 Н•м (115 кгс•м) при 1200 об/мин, турбо, Евро-3
- ЯМЗ-6563 - 230 л.с. (169 кВт) при 1900 об/мин, 882 Н•м (90 кгс•м) при 1200 об/мин, турбо, Евро-3
- ЯМЗ-6565 - 300 л.с. (220 кВт) при 1900 об/мин, 1275 Н•м (130 кгс•м) при 1200 об/мин, турбо, Евро-4
- ЯМЗ-65651 - 270 л.с. (198 кВт) при 1900 об/мин, 1128 Н•м (115 кгс•м) при 1200 об/мин, турбо, Евро-4
- ЯМЗ-65652 - 250 л.с. (184 кВт) при 2100 об/мин, 1128 Н•м (115 кгс•м) при 1200 об/мин, турбо, Евро-4
- ЯМЗ-65653 - 230 л.с. (169 кВт) при 1900 об/мин, 882 Н•м (90 кгс•м) при 1200 об/мин, турбо, Евро-4
- ЯМЗ-65654 - 230 л.с. (169 кВт) при 2100 об/мин, 882 Н•м (90 кгс•м) при 1200 об/мин, турбо, Евро-4

### ЯМЗ-238
- Количество цилиндров: 8[14][15][16];
- Количество клапанов: 16;
- Рабочий объём: 14866 см3
- ЯМЗ-238 - 240 л.с. (176 кВт) при 2100 об/мин, 889 Н*м (90 кгс*м) при 1500 об/мин — базовый (также ЯМЗ-238М и ЯМЗ-238М2)[17]
- ЯМЗ-238АК - 235 л.с. (173 кВт) при 2000 об/мин, 932 Н•м (95 кгс•м) при 1300 об/мин
- ЯМЗ-238АМ - 225 л.с. (165 кВт) при 2000 об/мин, 825 Н•м (84 кгс•м) при 1300 об/мин
- ЯМЗ-238Б - 300 л.с. (220 кВт) при 2000 об/мин, 1280 Н•м (131 кгс•м) при 1300 об/мин, турбо
- ЯМЗ-238БВ - 310 л.с. (228 кВт) при 2100 об/мин, 1280 Н•м (131 кгс•м) при 1300 об/мин, турбо
- ЯМЗ-238БЕ - 300 л.с. (220 кВт) при 2000 об/мин, 1280 Н•м (131 кгс•м) при 1300 об/мин, турбо, Евро-1
- ЯМЗ-238БЕ2 - 300 л.с. (220 кВт) при 2000 об/мин, 1280 Н•м (131 кгс•м) при 1300 об/мин, турбо, Евро-2
- ЯМЗ-238БК - 290 л.с. (213 кВт) при 2000 об/мин, 1280 Н•м (131 кгс•м) при 1300 об/мин, турбо
- ЯМЗ-238БЛ - 310 л.с. (228 кВт) при 2100 об/мин, 1280 Н•м (131 кгс•м) при 1300 об/мин, турбо
- ЯМЗ-238БН - 260 л.с. (191 кВт) при 2000 об/мин, 1280 Н•м (131 кгс•м) при 1300 об/мин, турбо
- ЯМЗ-238ВМ - 240 л.с (176 кВт) при 2100 об/мин, 883 Н*м (90 кгс*м) при 1350 об/мин
- ЯМЗ-238ГМ2 - 180 л.с. (132 кВт) при 1700 об/мин, 670 Н•м (69 кгс•м) при 1300 об/мин
- ЯМЗ-238Д - 330 л.с. (243 кВт) при 2100 об/мин, 1225 Н•м (125 кгс•м) при 1300 об/мин, турбо[18]
- ЯМЗ-238ДЕ - 330 л.с. (243 кВт) при 2100 об/мин, 1225 Н•м (125 кгс•м) при 1300 об/мин, турбо, Евро-1
- ЯМЗ-238ДЕ2 - 330 л.с. (243 кВт) при 2100 об/мин, 1274 Н•м (130 кгс•м) при 1200 об/мин, турбо, Евро-2
- ЯМЗ-238ДК - 290 л.с. (213 кВт) при 2000 об/мин, 1128 Н•м (115 кгс•м) при 1400 об/мин, турбо
- ЯМЗ-238ДК-2 - 330 л.с. (243 кВт) при 2000 об/мин, 1225 Н•м (125 кгс•м) при 1400 об/мин, турбо
- ЯМЗ-238ИМ2 - 160 л.с. (116 кВт) при 1500 об/мин, 650 Н•м (67 кгс•м) при 1300 об/мин
- ЯМЗ-238КМ2 - 190 л.с. (140 кВт) при 1700 об/мин, 680 Н•м (70 кгс•м) при 1300 об/мин
- ЯМЗ-238Л - 300 л.с. (220 кВт) при 2000 об/мин, 1280 Н•м (131 кгс•м) при 1300 об/мин, турбо
- ЯМЗ-238НД3 - 235 л.с. (173 кВт) при 1700 об/мин, 1108 Н•м (113 кгс•м) при 1300 об/мин, турбо
- ЯМЗ-238НД4 - 250 л.с. (184 кВт) при 1900 об/мин, 1108 Н•м (113 кгс•м) при 1300 об/мин, турбо
- ЯМЗ-238НД5 - 300 л.с. (220 кВт) при 1900 об/мин, 1280 Н•м (131 кгс•м) при 1300 об/мин, турбо
- ЯМЗ-238НД6 - 235 л.с. (173 кВт) при 1700 об/мин, 1108 Н•м (113 кгс•м) при 1300 об/мин, турбо, Евро-1
- ЯМЗ-238НД7 - 250 л.с. (184 кВт) при 1900 об/мин, 1108 Н•м (113 кгс•м) при 1300 об/мин, турбо, Евро-1
- ЯМЗ-238НД8 - 300 л.с. (220 кВт) при 1900 об/ммн, 1280 Н•м (131 кгс•м) при 1300 об/мин, турбо, Евро-1
- ЯМЗ-238ПМ - 280 л.с. (206 кВт) при 2100 об/мин, 1029 Н•м (105 кгс•м) при 1500 об/мин, турбо
- ЯМЗ-238ФМ - 320 л.с. (235 кВт) при 2100 об/мин, 1117 Н•м (114 кгс•м) при 1500 об/мин, турбо
- ЯМЗ-7511 - 400 л.с. (294 кВт) при 1900 об/мин, 1715 Н•м (175 кгс•м) при 1200 об/мин,  турбо, Евро-2
- ЯМЗ-7512 - 360 л.с. (265 кВт) при 1900 об/мин, 1570 Н•м (160 кгс•м) при 1200 об/мин,  турбо, Евро-2
- ЯМЗ-7513 - 420 л.с. (309 кВт) при 1900 об/мин, 1764 Н•м (180 кгс•м) при 1200 об/мин, турбо, Евро-2
- ЯМЗ-7514 - 390 л.с. (287 кВт) при 1900 об/мин, 1570 Н•м (160 кгс•м) при 1200 об/мин, турбо, Евро-2
- ЯМЗ-6581 - 400 л.с. (294 кВт) при 2000 об/мин, 1764 Н•м (180 кгс•м) при 1200 об/мин, турбо, Евро-3
- ЯМЗ-6582 - 330 л.с. (243 кВт) при 1900 об/мин, 1274 Н•м (130 кгс•м) при 1200 об/мин, турбо, Евро-3
- ЯМЗ-6583 - 360 л.с. (265 кВт) при 1900 об/мин, 1570 Н•м (160 кгс•м) при 1200 об/мин,  турбо, Евро-3
- ЯМЗ-6585 - 420...450 л.с. (309...330 кВт) при 2000 об/мин, 1980 Н•м (210 кгс•м) при 1200 об/мин, турбо, Евро-4
- ЯМЗ-65851 - 400 л.с. (294 кВт) при 2000 об/мин, 1764 Н•м (180 кгс•м) при 1200 об/мин, турбо, Евро-4
- ЯМЗ-65852 - 330 л.с. (243 кВт) при 1900 об/мин, 1717 Н•м (174 кгс•м) при 1200 об/мин, турбо, Евро-4
- ЯМЗ-65853 - 330 л.с. (243 кВт) при 1900 об/мин, 1521 Н•м (154 кгс•м) при 1200 об/мин, турбо, Евро-4
- ЯМЗ-65854 - 300 л.с. (220 кВт) при 1900 об/мин, 1373 Н•м (140 кгс•м) при 1200 об/мин, турбо, Евро-4
- ЯМЗ-65855 - 350 л.с. (258 кВт) при 2100 об/мин, 1564 Н•м (159 кгс•м) при 1200 об/мин, турбо, Евро-4
- ЯМЗ-65804 - 510 л.с. (375 кВт) при 1900 об/мин, 2160 Н•м (220 кгс•м) при 1200 об/мин, турбо, Евро-4
- ЯМЗ-65802 - 520 л.с. (382 кВт) при 1900 об/мин, 2160 Н•м (220 кгс•м) при 1200 об/мин, турбо, Евро-4

## Настоящее время
Данные дизели имеют широкое распространение благодаря продолжавшемуся долгое время выпуску автомобилей с этими моторами (МАЗ-500, их модификации и пр.). Несмотря на устаревшую конструкцию в целом, двигатели пользуются активным спросом и в 2010-х годах благодаря удовлетворительной надёжности, высокой ремонтопригодности, распространению запчастей и низкой цене в сравнении с заграничными аналогами. По этим же причинам (особенно по последней) двигатели ЯМЗ-236/238 устанавливают и на новые модели техники. Некоторую конкуренцию ему мог бы составить двигатель КАМАЗ-740 схожей мощности, конструкции и цены, но он имеет меньшую надёжность и другие недостатки. А пожар на КАМАЗе 1993 года приостановил выпуск этих двигателей и производители техники, которая оснащалась ими, начали устанавливать ЯМЗ-236/238.   
По состоянию на 2008 год двигатели были модернизированы для выполнения норм Евро-2, −3, что обязательно для новых автомобилей, выпускаемых в России. Повышена мощность: 
- ЯМЗ-236/656 до 300 л.с.
- ЯМЗ-238/658 до 400 л.с.

В связи с тем, что, начиная с 2014 года, в России стали действовать нормы Евро-4, -5 не только для автомобилей общего назначения, но и автомобилей повышенной проходимости, тракторов, сельскохозяйственной техники и др., на Ярославском моторном заводе (Автодизель) основное внимание идёт на выпуск дизелей ЯМЗ-6565/6585. Это глубоко модернизированные версии ЯМЗ-236/238. Их мощность составляет: 
- ЯМЗ-6565 - 230...330 л.с.,
- ЯМЗ-6585 - 330...450 л.с.

При этом двигатели 236/238 более низких норм (Евро-1, -2) не сняты с производства и продолжают поставляться как запасные части для ранее выпущенных машин, но их применение в новых разработках завод с 2013 года не согласовывает.

## Интересный факт
Даже сегодня, когда двигателям семейства ЯМЗ-236/238 более 60 лет, их конструкция не кажется устаревшей. Эти двигатели наряду с двигателями новых поколений ЯМЗ-650, ЯМЗ-534/536 постоянно развиваются, улучшаются их характеристики, надёжность, уменьшаются затраты на ТО и ремонт.
Поэтому линейка 236/238, 6565/6585 всё ещё остаётся в строю. Двигатели также поставляются в другие страны.

## Автомобили, на которые устанавливались ЯМЗ-236 и ЯМЗ-238
- МАЗ-500 (1965—1990) - ЯМЗ-236 (180 л. с.)
- МАЗ-503 (1965—1977) - ЯМЗ-236 (180 л. с.)
- МАЗ-504 (1965—1982) - ЯМЗ-236 (180 л. с.)
- МАЗ-504В (1970-1982) - ЯМЗ-238 (240 л. с.)
- МАЗ-509 (1966—1990) - ЯМЗ-236/М (180 л. с.)
- МАЗ-516 (1973—1980) - ЯМЗ-236 (180 л. с.)
- МАЗ-5335 (1977—1990) - ЯМЗ-236/М (180 л. с.)
- МАЗ-5549 (1977—1990) - ЯМЗ-236/М (180 л. с.)
- МАЗ-5429 (1977-1990) - ЯМЗ-236/М (180 л. с.)
- МАЗ-5551 (с 1985) - ЯМЗ-236М/М2, ЯМЗ-236НЕ/НЕ2  (180, 230 л. с.)
- МАЗ-5432 (с 1981) - ЯМЗ-238М/Ф/Б/Д, ЯМЗ-6582.10 (240, 250, 280, 300, 330, 360, 400 л. с.)[21]
- МАЗ-5516 (с 1995) - ЯМЗ-238М2, ЯМЗ-238Д/ДЕ/ДЕ2, ЯМЗ-6582.10 (240, 330 л. с.)
- МАЗ-6422 (с 1978) - ЯМЗ-238Ф/Д, ЯМЗ-238ДЕ2, ЯМЗ-7511, ЯМЗ-6581.10 (320, 330, 360, 400 л. с.)
- Урал-4320 (с 1993) - ЯМЗ-236М2/НЕ2 (180, 230 л. с.), ЯМЗ-238М2 (240 л. с.)
- КрАЗ-255 (1967—1994) - ЯМЗ-238/М/ (240 л. с.)
- КрАЗ-6443 (с 1992) - ЯМЗ-238Д (330 л. с.)
- КрАЗ-6322 (с 1994) - ЯМЗ-238Д (330 л. с.)
- Урал-5323 (с 1989) - ЯМЗ-238Б, ЯМЗ-7601 (300 л. с.)
- КамАЗ-5320 (1993) - ЯМЗ-238М2 (240 л. с.)
- ЛиАЗ-5256.30 (2001—2004) - ЯМЗ-236НЕ2 (230 л. с.)
- МАЗ-104.Х25 (2004—2005) - ЯМЗ-236НЕ2-22 (230 л. с.)
- БМП-23 (1985—1989) - ЯМЗ-238 (315 л. с.)
- МТ-ЛБ (1966—1997) - ЯМЗ-236/238
- Дон-1500Б